# باشگاه زیر آبی بریتانیا
باشگاه زیرآبی بریتانیا (به انگلیسی: British Sub-Aqua Club یا BSAC) از سال ۱۹۵۴ میلادی توسط شورای ورزش به عنوان بدنه حاکم بر غواصی تفریحی در بریتانیا شناخته شده‌است.

## تاریخچه
این باشگاه در سال ۱۹۵۳ تأسیس و در اوج خود در اواسط ۱۹۹۰ بیش از ۵۰٫۰۰۰ عضو داشت که در سال ۲۰۰۹ به ۳۰٫۰۰۰ کاهش یافت. این سازمان یک سازمان آموزش غواصی است که از طریق ارتباط با شبکه‌های محلی در حدود ۱۱۰۰، باشگاه و مدرسه مستقل غواصی (در حدود ۴۰۰ در سراسر جهان) را پوشش داده‌است. آرم آن از ویژگی‌های خدای رومیان نپتون (خدای دریا) تشکیل شده‌است. در سال ۲۰۱۷ لوگو جدید با نام BSAC دارای غواص با شعار «شیرجه با ما» است جایگزین شد.
باشگاه زیر آبی بریتانیا از بنیانگذاران کنفدراسیون جهانی فعالیت‌های زیر آبی بوده‌است.

## روند آموزش
از آنجائیکه BSAC یک سازمان غیرمعمول آموزشی غواصی است، مربیان آن به صورت آماتور در باشگاه‌ها و به شکل حرفه‌ای در مدارس
غواصی به عنوان عوامل آن مشغول می‌باشند. با توجه به این که آب‌های بریتانیا سرد و نسبتاً دید محدودی دارد، آموزه‌های BSAC در این خصوص برای اعضای آن نسبت به برخی جامع تر است و به‌طور خاص بر آموزه‌های نجات خیلی زود در برنامه آن تأکید شده‌است.